# Ulugh Muztagh
Der Ulugh Muztagh (chinesisch 烏魯木孜塔格 / 乌鲁木孜塔格, Pinyin Wūlǔ Mùzītǎgé, uigurisch مۇزتاغ مۇزتاغ), oder Ulug Muztag, ist ein 6973 m hoher Berg des Kunlun in China.
Er befindet sich auf der langgestreckten Grenze von Xinjiang im Norden und Tibet (mit dortigem Kreis Nyima) im Süden im Mittelteil des Arkatag (auch Arkha Tagh; veraltet: Prschewalski-Gebirge), dem mittleren Teilgebirge des Kunlun.
Die Berghöhe ist in älteren Karten mit 7723, 7724 oder sogar 7754 m verzeichnet. Erst 1985 wurde bei der Erstbesteigung des Berges die korrekte – um 750 bis 781 m niedrigere – Höhe festgestellt.

## Besteigungsgeschichte
Die Erstbesteigung des Ulugh Muztagh gelang am 21. Oktober 1985 einer amerikanisch-chinesischen Expedition. Die Erstbesteiger waren Hu Fengling, Zhang Baohua, Ardaxi, Mamuti und Wu Qiangxing.